# Werner Stöckl
Werner Stöckl (Reșița, 28 de juny de 1952) és un exjugador d'handbol romanès d'ètnia germànica, que va competir als Jocs Olímpics de 1972 i als Jocs Olímpics de 1976, i que fou Campió del món amb Romania el 1974.
Als Jocs Olímpics de 1972 hi obtingué una medalla de bronze amb l'equip romanès. Hi va jugar els sis partits, i marcà cinc gols. Quatre anys més tard guanyà la medalla d'argent, també amb Romania. Hi jugà tots cinc partits, i va marcar set gols.
Després de la seva retirada com a jugador, va treballar com a entrenador, per exemple a l'HC Karlsbad a Alemanya.

## Títols i reconeixements
- Ciutadà honorari del municipi de Reșița (Romania)[2]
- 1974: Maestru emerit al sportului (≈ "Mestre emèrit dels esports")[3]
- 2009: Meritul Sportiv Cl. a II-a (≈ "Premi al mèrit esportiu de segona calsse")[4]